# Powiat Adelnau
Powiat Adelnau (niem. Kreis Adelnau, pol. powiat odolanowski) – niemiecki powiat istniejący w okresie od 1793 do 1919 r. na terenie prowincji południowopruskiej i poznańskiej.
Powiat Adelnau utworzono po drugim rozbiorze Polski w 1793 roku w prowincji Prusy Południowe. W latach 1795–1807 powiat odolanowski wchodził w skład departamentu kaliskiego Prus Południowych.
Po pokoju w Tylży w 1807 r. obszar powiatu znalazł się w nowo powstałym Księstwie Warszawskim, ale po kongresie wiedeńskim z 1815 r. ponownie znalazł się w Królestwie Prus. Siedziba powiatu została wówczas wraz z niektórymi instytucjami (sąd powiatowy, kasa powiatowa) przeniesiona do Ostrowa, m.in. dzięki staraniom właściciela tego ostatniego, księcia Antoniego Radziwiłła. 
W 1887 r. ze wschodniej części powiatu Adelnau utworzono odrębny powiat Ostrowo. 
W 1918 r. w prowincji poznańskiej wybuchło powstanie wielkopolskie przeciwko rządom niemieckim i powiat Adelnau znalazł się pod kontrolą powstańców. Jedynie rejon Sulmierzyc pozostał pod kontrolą niemiecką. W 1919 r. w ramach traktatu wersalskiego terytorium powiatu trafiło do polskiego powiatu odolanowskiego, a w następnym roku Niemcy oddali Polsce kontrolowane do tej pory skrawki powiatu Adelnau.
W 1910 r. powiat obejmował 55 gmin o powierzchni 482,67 km² zamieszkanych przez 36.306 osób.
Po I wojnie światowej powiat Adelnau wszedł w skład II Rzeczypospolitej jako powiat odolanowski.